# Volvo B10L
Volvo B10L og B10LA var lavtgulvsbuschassiser beregnede til bybrug, bygget mellem 1993 og 2005. De første to år blev de fleste chassiser eksporterede og solgtes i meget lille omfang i Sverige.
Motoren var en hækmonteret, langsliggende 6-cylindret rækkemotor på 9,6 liter med enten diesel eller bio- eller naturgas som drivmiddel. Køleren er monteret på højre side af motoren.
B10L var den korte version, mens B10LA var ledbusudgaven. Der fandtes også en højrestyret dobbeltdækkerudgave med tværliggende motor kaldet B10TL til lande med venstrekørsel.
Disse busser konkurrerede i Sverige først og fremmest med Scania MaxCi, Scania OmniCity og MAN Lion's City og til en vis del også Mercedes-Benz O405N og Neoplan N4016/N4021/Centroliner.
Karrosseriet blev opbygget hos enten Säffle Karrosserifabrik eller Carrus.
Mod slutningen af modellens levetid kom den til at hedde Volvo 5000. Disse havde enten Volvo B10L- eller B7L-chassiser.
Efterfølgeren til B10L blev B9L introduceret i 2005.
B7L blev introduceret i 1998 og begyndte at byggedes i 1999, parallelt med B10L. Denne havde en mindre, stående 7-litersmotor monteret bagest i venstre side og et lavere gulv bag bagakslen, i og med at mange komponenter blev placeret ved motoren på venstre side, i stedet for under gulvet som på B10L.
Det nye B9L-chassis har mange ligheder med B7L.